# Ô tác Rüppell
Ô tác Rüppell, tên khoa học Eupodotis rueppellii, là một loài chim trong họ Otididae.